# Stade Metalurh (Kryvyï Rih)
Le stade Metalurg (en ukrainien : Стадіо́н Металу́рг) est un stade omnisports situé à Kryvyï Rih dans l'oblast de Dnipropetrovsk en Ukraine.
Il est utilisé par le Kryvbass Kryvyï Rih et peut accueillir 29 783 personnes.

## Histoire

### Anecdote
Kryvyï Rih n'a que très rarement fait partie de l'actualité française mais reste célèbre auprès des supporteurs de l'équipe de football des Girondins de Bordeaux pour un épisode insolite en Coupe d'Europe en mars 1985. Les Girondins étaient opposés en cette occasion à l'équipe (alors soviétique) de Dniepr Dniepropetrovsk, mais durent disputer leur match retour en URSS à Kryvyï Rih car la ville de Dniepropetrovsk était classée zone stratégique et interdite aux étrangers. Les Bordelais furent logés de force à Kryvyï Rih dans des conditions de séjour et d'entraînement déplorables, à tel point que le président Claude Bez menaça de ne pas faire jouer. L'incident fut finalement évité quelques heures avant le coup d'envoi et le match eut lieu sur une pelouse gorgée d'eau, grillée par le gel, indigne d'une rencontre de Coupe d'Europe. Au terme d'une éprouvante rencontre, les Girondins se qualifièrent aux tirs au but pour une demi-finale restée célèbre face à la Juventus.

## Événements
- Match pour le titre du Championnat d'Ukraine de football 2005-2006, 14 mai 2006

## Galerie

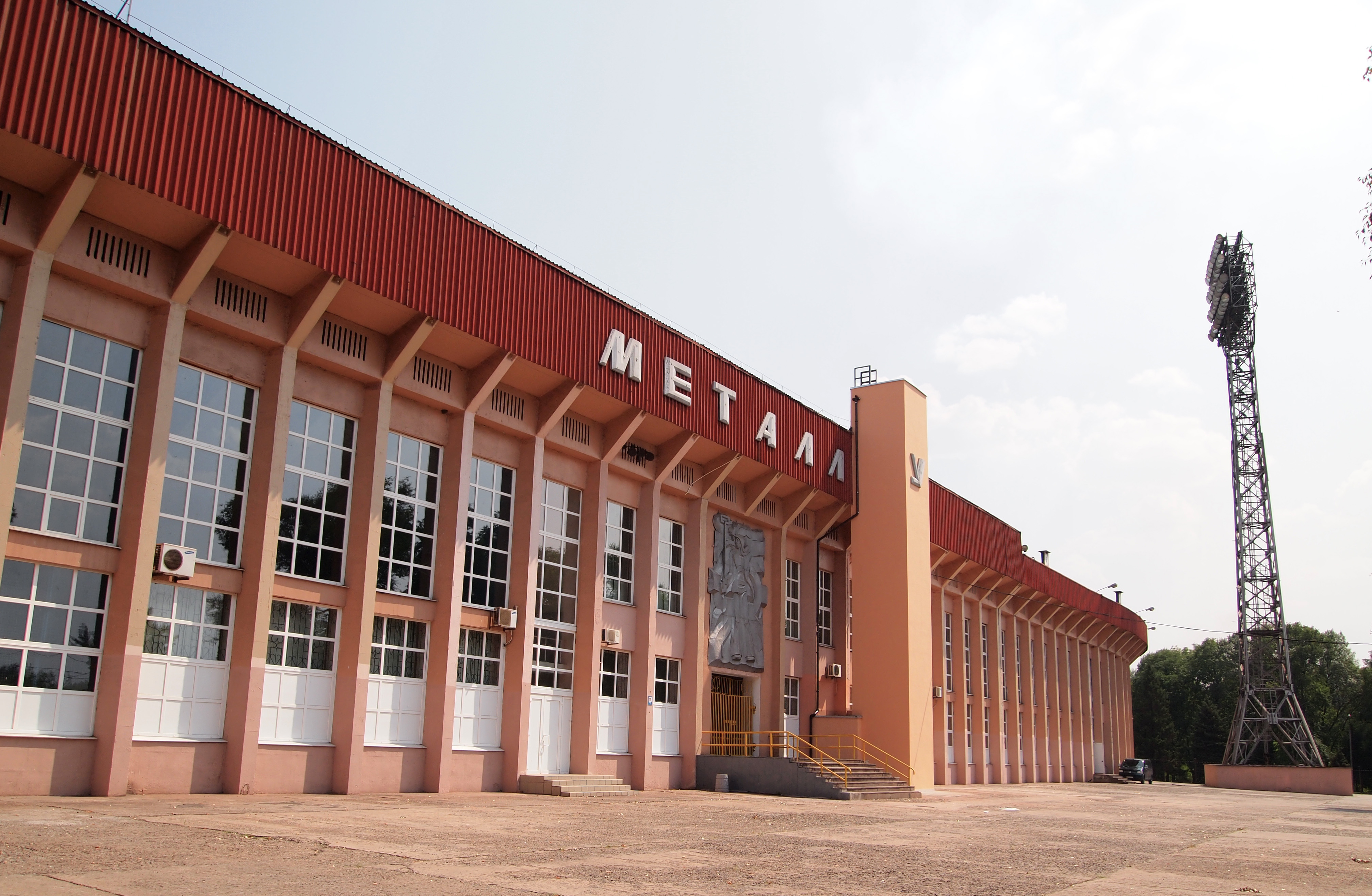